# Carnival Firenze
El Carnival Firenze es un crucero de la clase Vista construido en el astillero de Fincantieri en Marghera para Costa Cruceros, una subsidiaria de Carnival Corporation & plc, gemelo del Costa Venezia. Entró en servicio en diciembre de 2020 como Costa Firenze.
En 2024, fue transferido junto al Venezia a la Carnival Cruise Line, bajo el nuevo concepto Costa by Carnival. Los buques pasaron a llamarse Carnival Firenze y Carnival Venezia, y fueron repintados en una nueva librea.

## Construcción y servicio con Costa
El grupo Carnival anunció el 6 de mayo de 2019 que el Costa Firenze inicialmente pasaría su primer mes navegando en el Mediterráneo, haciendo escala en puertos de Italia, España y Francia. Su viaje inaugural estaba programado para el 1 de octubre de 2020, partiendo de Trieste y haciendo escala en Bari, Barcelona y Marsella, antes de llegar a Savona. Luego, debía partir de Savona el 2 de noviembre para comenzar un crucero de 51 días a Hong Kong , llegando el 22 de diciembre.
Sin embargo, a fines de agosto de 2019, Costa Cruceros anunció cambios en los despliegues iniciales del Costa Firenze. Estos cambios descartaron el viaje inaugural y su mes de viajes por el Mediterráneo que estaban planeados y, en cambio, el barco se dirigirá a Singapur inmediatamente después de su entrega y debut para los clientes chinos el 20 de octubre. Pero el 13 de julio de 2020, se informó que Costa volverá a desplegar Costa Firenze en Europa, programándola para navegar itinerarios semanales en el Mediterráneo después de ser entregada, y también operará todos los viajes cancelados del Costa Toscana hasta 2021 debido al retraso en la entrega del barco.

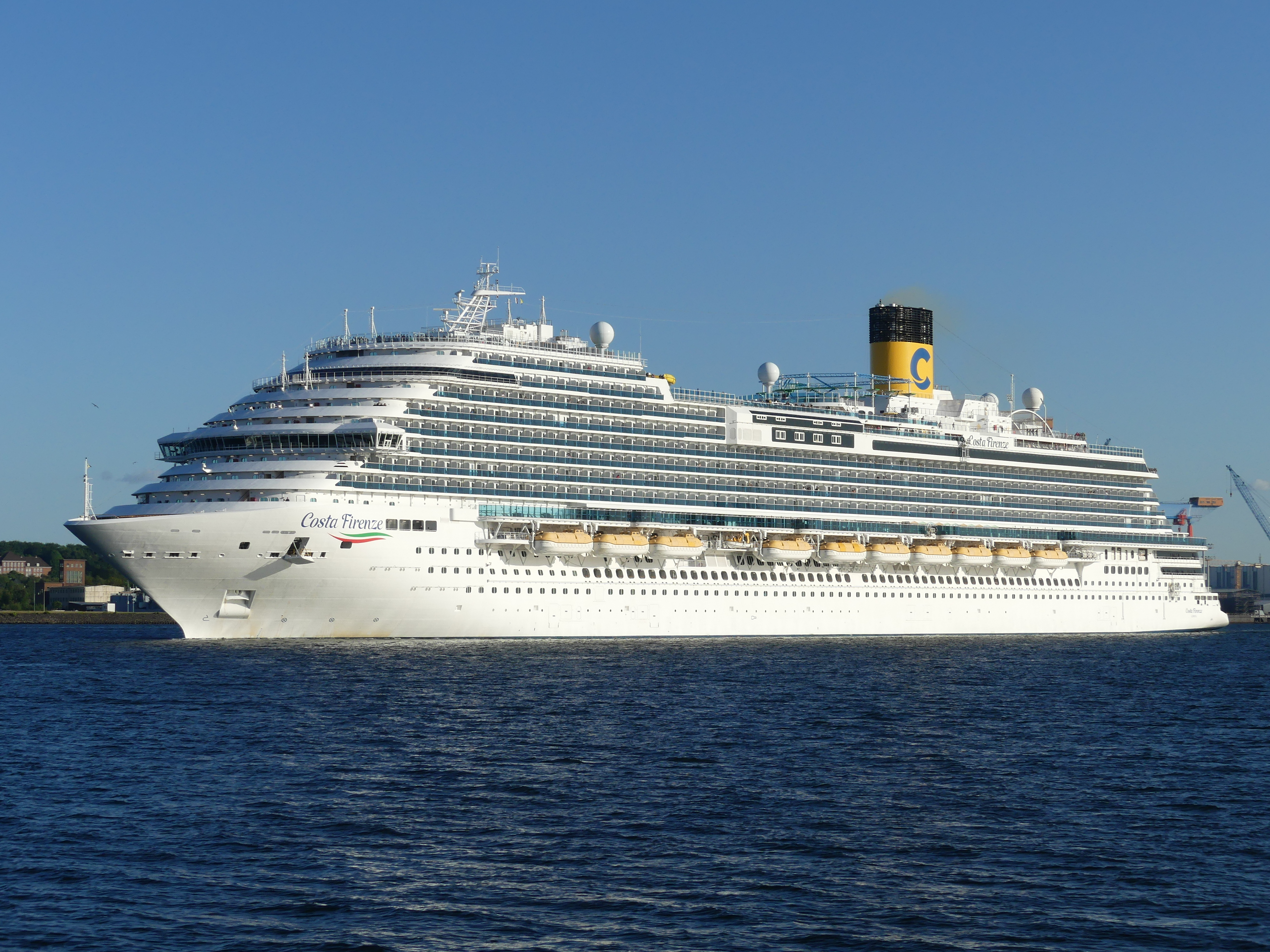
El Costa Firenze abandonando el puerto de Kiel, en 2023.

## Carnival Firenze(desde 2o24)
El 22 de junio de 2022 se anunció que el Firenze navegaría bajo la marca Carnival en 2024, desde Long Beach, California. Carnival y Costa estrenarían un nuevo concepto, Costa by Carnival. Dicho concepto, actualizado a Carnival Fun Italian Style, mezcla el estilo y alma italiana de Costa, con algunas amenidades y características propias de Carnival. La tripulación y la administración del buque correría por parte de Carnival. El barco pasaría a llamarse Carnival Firenze y tendrá una nueva librea, inspirada por la nueva librea que se estaba aplicando a los buques de la flota de Carnival. 
El Firenze llegó a finales de enero de 2024 a los astilleros Navantia, en Cádiz, para su remodelación y cambio de nombre y naviera.La transferencia a Carnival se hizo oficial el 2 de febrero. Los trabajos duraron 42 días, en los que exteriormente, el buque recibió la tipografía Carnival en su nombre, tanto en amuras, popa como planchas en la cubierta superior. Además, la proa se pintó en azul marino con una banda amarilla.  La chimenea Costa se ha mantenido.
Originalmente programado para realizar su viaje inaugural el 2 de mayo de 2024, el Carnival Firenze comenzó a operar una semana antes, el 25 de abril, en la Riviera mexicana.